# Gonzalo Díaz de Pineda
Pour les articles homonymes, voir Pineda.
Gonzalo Díaz de Pineda, né vers 1499-1504 à Piloña et mort vers fin avril-début mai 1545 entre San Miguel de Piura et Motupe (es) au Pérou, est un conquistador espagnol. 

## Biographie
Pineda prend part à la conquête du Pérou et de l'Équateur. Avec Francisco Pizarro, il capture en 1532 l'Inca Atahualpa. L'année suivante il part avec Sebastián de Belalcázar pour conquérir le royaume de Quito où il poursuit le dernier général inca, Rumiñahui. Belalcázar lui confie la mission d'explorer la haute vallée du río Magdalena. 
Lieutenant-gouverneur et capitaine général du gouvernement de Quito en 1538, ainsi que premier maire de la ville en 1541, il a également participé à plusieurs expéditions infructueuses à la recherche du pays de la cannelle et d'Eldorado.
Gonzalo Díaz de Pineda épouse une fille de Pedro de Puelles et prend une part active à la bataille d'Iñaquito contre le vice-roi Blasco Núñez Vela, combattant sous la bannière de Gonzalo Pizarro qui s'opposait aux Leyes Nuevas. Lors d'une attaque surprise des troupes du vice-roi près de Motupe dans le nord du Pérou, il est contraint de fuir vers la forêt de caroubiers voisine. Quelques jours plus tard, il meurt après avoir ingéré des plantes vénéneuses.